# Kathryn Grayson
Kathryn Grayson (9. veljače 1922. – 17. veljače 2010.) bila je američka glumica i operna pjevačica.

## Vanjske poveznice
- Kathryn Grayson u internetskoj bazi filmova IMDb-u (engl.)